# Observatoire de Canopus Hill
L’Observatoire de Canopus Hill est un observatoire astronomique appartenant à l'Université de Tasmanie, en Australie. Il se trouve à environ 12 km de Hobart, capitale de la Tasmanie. Il abrite le télescope Canopus, doté d'un réflecteur de 1 m. L'observatoire abrite également un télescope de 12 pouces utilisé par la Société astronomique de Tasmanie, utilisé pour des travaux de photographie et parfois rendu accessible au grand public.